# Теслугівська волость
Теслугівська волость — адміністративно-територіальна одиниця Дубенського повіту Волинської губернії Російської імперії з центром у селі Теслугів.
Станом на 1885 рік складалася з 17 поселень, 14 сільських громад. Населення — 7086 осіб (3539 чоловічої статі та 3547 — жіночої), 689 дворових господарств.
|                     | Площа, десятин | У тому числі орної, десятин |
| ------------------- | -------------- | --------------------------- |
| Сільських громад    | 7996           | 5926                        |
| Приватної власності | 10033          | 3154                        |
| Іншої власності     | 3013           | 715                         |
| Загалом             | 21042          | 9795                        |

Основні поселення волості:
- Теслугів — колишнє власницьке село при річці Пляшівка, 597 осіб, 87 дворів, православна церква, каплиця, поштова станція, постоялий будинок, винокурний завод. За 10 верст — цегельний завод.
- Боратин — колишнє власницьке село при річці Пляшівка, 369 осіб, 44 двори, православна церква, постоялий будинок.
- Вовковиї (Вороничи) — колишнє власницьке село при річці Калинівка, 743 особи, 80 дворів, православна церква, 2 постоялих будинки. Поруч — колонія чехів з 502 мешканцями, постоялим двором і лавкою.
- Дубривуда — колишнє власницьке село при річці Пляшівка, 224 особи, 26 дворів, православна церква.
- Коритне — колишнє власницьке село при річці Пляшівка, 350 осіб, 34 двори, православна церква, постоялий будинок, водяний млин, лісопильний завод.
- Острів — колишнє власницьке село при річці Пляшівка, 411 осіб, 36 дворів, православна церква, постоялий будинок.
- Пляшівка — колишнє власницьке село при річках Стир і Пляшівка, 305 осіб, 40 дворів, православна церква.
- Рогізне — колишнє власницьке село при річці Калинівка, 597 осіб, 81 двір, православна церква, постоялий будинок, паровий і водяний млини.
- Рідків — колишнє власницьке село на австрійському кордоні при безіменній річці, 471 особа, 61 двір, православна церква, постоялий будинок.
- Солонів — колишнє власницьке село при річці Стир, 357 осіб, 42 двори, православна церква.
- Хотин — колишнє власницьке село при струмкові, 540 осіб, 74 двори, православна церква, лісопильний і винокурний завод.

## Після 1920р.
Волость існувала до 1920 р. у складі Дубенського повіту Волинської губернії. 18 березня 1921 року Західна Волинь анексована Польщею. У Польщі існувала під назвою ґміна Теслугув Кременецького повіту Волинського воєводства в тому ж складі, що й до 1921 року. 
На 1936 рік гміна складалася з 20 громад:
1. Боратин — село: Боратин;
2. Хотин — село: Хотин, військове селище: Хотин та хутори: Полуночна, Осикова, Смолярня і Ситенка;
3. Добривода — село: Дубривуда та хутір: Чорна-Лоза;
4. Гоноратка — колонія: Гоноратка та хутір: Теребіжі;
5. Коритне — село: Коритне, хутір: Клин та селище: Замостиська;
6. Краснопіль — село: Краснопіль та колонія: Казимирівка;
7. Митниця — село: Митниця;
8. Митниця — колонія: Митниця та військове селище: Митниця;
9. Острів — село: Острів, військове селище: Острів та Островок, Вікторівка і Воланщина;
10. Пляшова-Королівська — село: Пляшова-Королівська, військове селище: Пляшова-Королівська, колонія: Козацькі-Могили та хутір: Полики;
11. Пляшівка — село: Пляшівка та хутір: Грем'яче;
12. Підвисоке — колонія: Підвисоке;
13. Рогізне — села: Рогізне і Копань та хутори: Боремельська-Дорога, Демидівська-Дорога, Глибока-Долина, Маркуса, Надгородчина і Новини;
14. Рідків — село: Рідків, фільварок: Рідків та хутір: Зелена;
15. Солонів — село: Солонів;
16. Теслугів — село: Теслугів, селище: Осередок, лісничівки: Білявщина і Пасіки та хутори: Польова і Замішки;
17. Вовковиї — село: Вовковиї, фільварок: Каролінка та хутори: Балярка, Діброва, Перекалок і Пасіки-Великі;
18. Вовковиї — колонія: Вовковиї та хутори: Чорний-Ліс, Яблівщина, Круки і Калинівка;
19. Жабокруки-Великі — село: Жабокруки-Великі, фільварки: Геленин і Затишшя та хутір: Станівлави;
20. Жабокруки — село: Жабокруки та хутори: Березина, Гуцмани, Крилове, Курсуки і Семенюки.

Після радянської анексії західноукраїнських земель ґміна ліквідована у зв'язку з утворенням Козинського району.